# محمود عرشان
محمود عرشان (بالفرنسية: Mahmoud Archane)‏ كان عميداً سابقاً للشرطة المغربية في درب مولاي الشريف بالدار البيضاء وقد ولد في مدينة الجديدة سنة 1924 واهتم بالمجال السياسي منذ تقاعده من مهنته عام 1984 وهو مؤسس حزب الحركة الديمقراطية والاجتماعية الذي انشق عن حزب الحركة الوطنية الشعبية في 1996 وقد تورط محمود في عدة قضايا تعذيب ففي سنوات الرصاص بالمغرب كان رئيسا للفرع الإقليمي للشرطة في مركز درب مولاي شريف (الدار البيضاء)، مكان احتجاز معارضي نظام العهد. واسمه مدرج على قائمة أكثر الشخصيات المتهمين بما في ذلك في عام 2001 من قبل الجمعية المغربية لحقوق الإنسان أن يكون شخصياً شارك في عمليات الاعتقال التعسفي والتعذيب وفي عام 2006، أثناء إندماج أحزاب الكتلة الشعبية مع الحركة الشعبية، رفض أن يكون حزبه جزءا منه، على الرغم من أنه هو أيضاً، نتج من جراء انقسام الحركة الوطنية الشعبية في عام 1996.